# 沢村博喜
沢村 博喜（さわむら ひろき、1973年2月20日 - ）は、浪曲曲師。本名∶堀田 博喜。

## 芸歴
- 2020年12月 - 沢村豊子に入門。
- 2021年2月 - 初舞台。

## 人物
- 血液型はA型。
- 自らが浪曲台本を書き妻の浪曲師港家小そめ、富士綾那が口演することがある[1]。
- 妻と同じく元々チンドン屋である。親方は菊乃家〆丸。同門に河内隆太郎がいる[2]。
- 妻が親方を務めるチンドン屋ではアルトサックスを担当している[3]。
- 港家小そめ、富士綾那の相三味線として三人で浪曲会「明日を唸る」を主催。